# Alwill Jankau

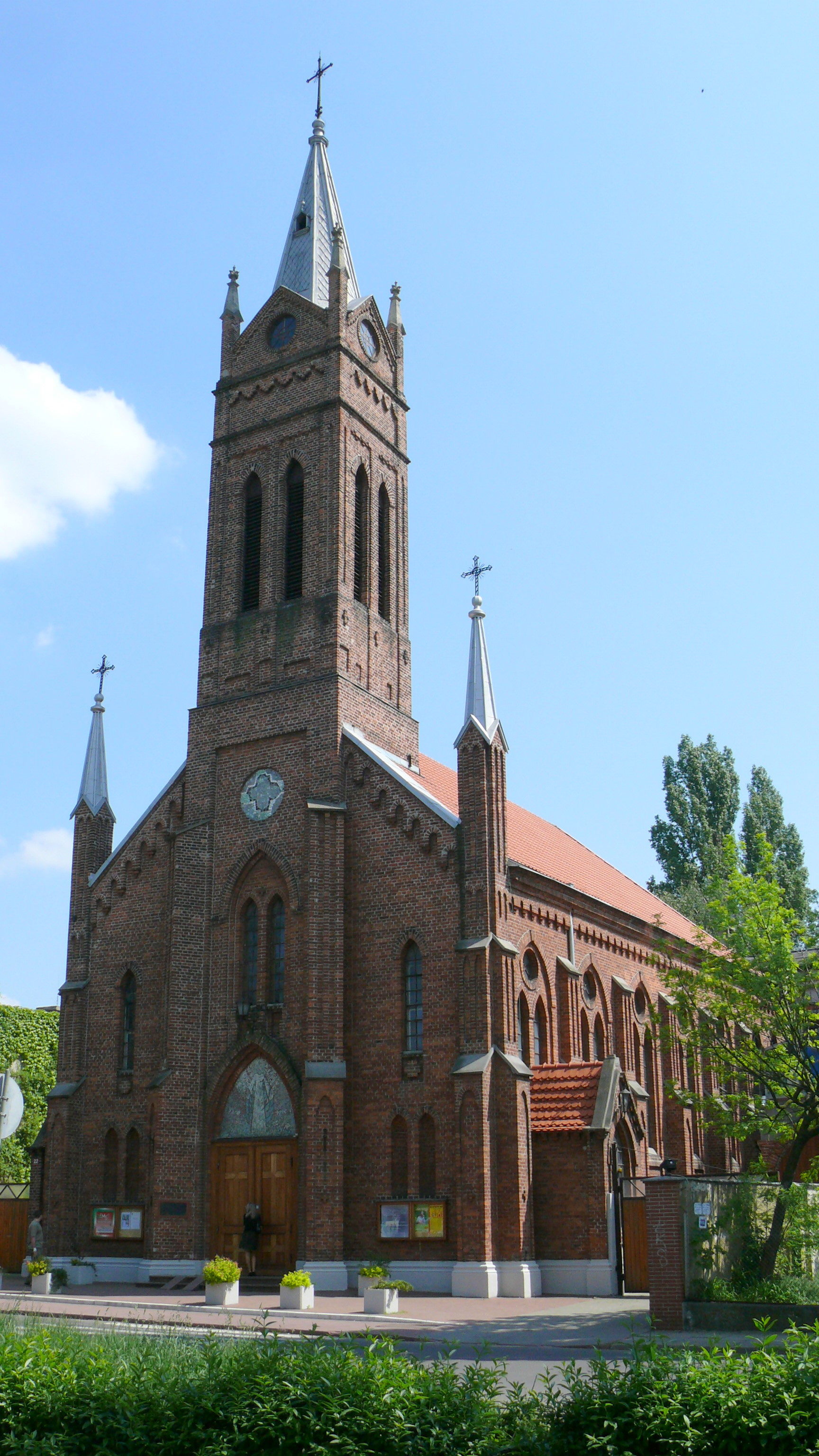
Dawny kościół mariawitów przy dawnej ul. Podleśnej, obecnie ul. M. Skłodowskiej-Curie 22

Alwill Jankau (znany też jako Alvil lub Albin) (ur. 23 listopada 1859 w Rzeżycy, zm. 3 marca 1916 w Łodzi) – architekt niemieckiego pochodzenia. Jeden z najbardziej aktywnych architektów łódzkich przełomu XIX/XX w.

## Życiorys
Wywodził się z rodziny niemieckiego pochodzenia. Wykształcenie pobierał w Dyneburgu, a także na wydziale mechanicznym (w latach 1880–1882) oraz budowlanym (1882–1887) Politechniki Ryskiej. Do Łodzi przyjechał za sprawą Juliusza Heinzla, który zatrudnił go do budowy pałacu na Julianowie. Zasłynął z projektów wykonanych na zlecenie łódzkich mariawitów.

## Wybrane dzieła
- pałac Wilhelma Lürkensa przy al. Kościuszki 31/33 w Łodzi
- kościół mariawitów przy ul. Nawrot 104 w Łodzi
- kościół mariawitów pw. Najświętszego Sakramentu przy ul. Podleśnej 22; obecnie kościół katolicki Archidiecezjalnego Duszpasterstwa Środowisk Twórczych przy ul. M. Skłodowskiej–Curie w Łodzi
- kościół św. Anny i św. Marcina w Strykowie – starokatolicki mariawitów